# Balayan
Balayan es un municipio filipino de primera clase, perteneciente a la provincia de Batangas, en la isla de Luzón.

## Historia
Fue cabecera de la provincia de Batangas, pero perdió aquella condición en favor de la actual. Hacia mediados del siglo XIX, el lugar tenía contabilizada una población de 20 890 habitantes, repartidos en 3482 casas. Aparece descrito en el primer volumen del Diccionario geográfico, estadístico, histórico de las Islas Filipinas (1850) de Manuel Buzeta Núñez y Felipe Bravo con las siguientes palabras:

BALAYAN: pueblo con cura y gobernadorcillo, en la isla de Luzon, prov. de Batangas, dióc. del arz. de Manila. sit. en los 124º 25' long., y los 13º 57' lat., aunque en la playa, en terreno desigual, á la orilla izq. de un r. á que da nombre, junto á su desagüe en el gran seno llamado tambien de Balayan; entrando por el O. en el estrecho de Mindoro. Su clima es fresco y sumamente saludable; no hiela ni caen escarchas, y el rocío en cierta estacion del año es muy copioso: sus naturales disfrutan de robustez y larga vida. Tiene como unas 3,482 casas, en general de sencillísima construccion, distinguiéndose sin embargo como mas notables la casa parroquial y la llamada tribunal; hay cárcel, y escuela de primeras letras dotada de los fondos de comunidad; concurren varios alumnos; é iglesia parr. de bonita arquitectura, servida por un clérigo secular. Esta parroquia tinee por anejo el pueblo de Calatagan, de cuya adm. espiritual está encargado su cura párroco. Próximo á la igl. se halla el cementerio, el cual es bastante capaz y ventilado. Se comunica este pueblo con sus limítrofes, por medio de caminos regulares en tiempo de sequías, los que se ponen casi intransitables en la estacion de las lluvias; recibe el correo semanal establecido en la isla por medio de un peaton que pasa á recogerlo á la cabecera de la prov. Durante el gobierno del digno alc. m. de esta prov. D. José Paez, se han mejorado considerablemente el camino de Taal, empleándose 11,100 sillares en el upente de Lagnas; y el de Lian por haberse invertido en uno de los puentes del sitio denominado Pinagenruzan, 4,500 sillares. El puerto de esta pobl. en el mencionado seno es bastante cómodo y abrigado; aunque no tanto como el de Batangas, de los insufribles vientos del E., lo que ha sido la principal razon de sobreponerse aquella pobl. á la de Balayan. Ademas del puerto, que está al E. del pueblo, tiene tambien otro fondeadero al S. O. El term. confina por E. con el de Calaca, cuyo pueblo está como á 1 y ¾ leg.; por S. y O. con el mar, y por N. con Lian, que dist. 2 leg. largas; comprendiendo la jurisd. de Balayan por esta parte un importante barrio, distante escasamente 1 leg. El terreno está entrecortado por numerosos r., que, corriendo de N. á S., llevan sus aguas al mar; penetrando los esteros de éste á bastante distancia por sus bocas. Estos r. se precipitan de los montes, que descuellan al N. y al S. O. de la pobl., cuyos montes, si bien presentan sus vertientes orientales casi desnuda de toda vejetacion por el rigor con que las azota el viento del E., en las cañadas opuestas producen impenetrables bosques, donde se cria escelente madera de construccion y ebanistería. Tambien hay en ellos javalíes, ciervos, puerco-espines, monos, gallos salvajes, tórtolas, etc., y como pertenecientes al reino mineral, pueden citarse mármoles de varios colores, cristales de yeso escelente, y buen alabastro. La fertilidad del terreno es notable: prod. arroz, cacao, café, pimienta y algodon. ind.: los naturales se ocupan generalmente en la agricultura y en el beneficio de sus productos: hay buenos telares y tintes. La pesca es tambien un muy importante ramo de riqueza para esta pobl. Además, poseyendo escelentes pastos, cria bastante ganado caballar y vacuno. com.: consiste en la esportacion del sobrante de sus productos agrícolas é industriales que se vende en Manila. Este pueblo fue antes cabecera de la prov., por lo que todavía muchos la llaman prov. de Balayan y no de Batangas: el mayor abrigo que forecen la actual cap. y su puerto contra los vientos del E., ha dado ocasion á que esta se haya antepuesto á la primera. pobl. 20,890 alm., 2,328 ½ trib., que ascienden á 23,285 rs. plata, equivalentes á 58,212 rs. vn.
(Buzeta y Bravo, 1850, pp. 331-332)

En 2020, tenía censados 95 913 habitantes.